# ROMA/ローマの受賞とノミネートの一覧
本項目はアルフォンソ・キュアロン監督・脚本による2018年のドラマ映画『ROMA/ローマ』の受賞とノミネートの一覧である。

## 一覧
| 賞                                                 | 授賞式         | 部門                                    | 候補者                                                             | 結果       | 参照                 |
| -------------------------------------------------- | -------------- | --------------------------------------- | ------------------------------------------------------------------ | ---------- | -------------------- |
| AACTAインターナショナル賞                          | 2019年1月4日   | 作品賞                                  | 『ROMA/ローマ』                                                    | 受賞       | [ 1 ]                |
| AACTAインターナショナル賞                          | 2019年1月4日   | 監督賞                                  | アルフォンソ・キュアロン                                           | 受賞       | [ 1 ]                |
| AACTAインターナショナル賞                          | 2019年1月4日   | 脚本賞                                  | アルフォンソ・キュアロン                                           | ノミネート | [ 1 ]                |
| AARP大人のための映画賞                             | 2019年2月4日   | 作品賞                                  | 『ROMA/ローマ』                                                    | ノミネート | [ 2 ] [ 3 ]          |
| AARP大人のための映画賞                             | 2019年2月4日   | 監督賞                                  | アルフォンソ・キュアロン                                           | ノミネート | [ 2 ] [ 3 ]          |
| AARP大人のための映画賞                             | 2019年2月4日   | タイムカプセル賞                        | 『ROMA/ローマ』                                                    | ノミネート | [ 2 ] [ 3 ]          |
| AARP大人のための映画賞                             | 2019年2月4日   | 外国語映画賞                            | 『ROMA/ローマ』                                                    | 受賞       | [ 2 ] [ 3 ]          |
| アカデミー賞                                       | 2019年2月24日  | 作品賞                                  | ガブリエラ・ロドリゲス&アルフォンソ・キュアロン                    | ノミネート | [ 4 ] [ 5 ] [ 6 ]    |
| アカデミー賞                                       | 2019年2月24日  | 監督賞                                  | アルフォンソ・キュアロン                                           | 受賞       | [ 4 ] [ 5 ] [ 6 ]    |
| アカデミー賞                                       | 2019年2月24日  | 主演女優賞                              | ヤリッツァ・アパリシオ                                             | ノミネート | [ 4 ] [ 5 ] [ 6 ]    |
| アカデミー賞                                       | 2019年2月24日  | 助演女優賞                              | マリーナ・デ・タビラ                                               | ノミネート | [ 4 ] [ 5 ] [ 6 ]    |
| アカデミー賞                                       | 2019年2月24日  | 脚本賞                                  | アルフォンソ・キュアロン                                           | ノミネート | [ 4 ] [ 5 ] [ 6 ]    |
| アカデミー賞                                       | 2019年2月24日  | 外国語映画賞                            | 『ROMA/ローマ』                                                    | 受賞       | [ 4 ] [ 5 ] [ 6 ]    |
| アカデミー賞                                       | 2019年2月24日  | 撮影賞                                  | アルフォンソ・キュアロン                                           | 受賞       | [ 4 ] [ 5 ] [ 6 ]    |
| アカデミー賞                                       | 2019年2月24日  | 美術賞                                  | エウヘニオ・カバイェーロ&バルバラ・エンリケス                      | ノミネート | [ 4 ] [ 5 ] [ 6 ]    |
| アカデミー賞                                       | 2019年2月24日  | 音響編集賞                              | セルヒオ・ディアス&スキップ・リーヴセイ                            | ノミネート | [ 4 ] [ 5 ] [ 6 ]    |
| アカデミー賞                                       | 2019年2月24日  | 録音賞                                  | スキップ・リーヴセイ&クレイグ・ヘニガン&ホセ・アントニオ・ガルシア | ノミネート | [ 4 ] [ 5 ] [ 6 ]    |
| アメリカ映画編集者協会                             | 2019年2月1日   | 長編映画編集賞 (ドラマ部門)             | アダム・ガフ&アルフォンソ・キュアロン                              | ノミネート | [ 7 ]                |
| アフリカン・アメリカン映画批評家協会               | 2018年12月11日 | トップ・テン映画                        | 『ROMA/ローマ』                                                    | 6位        | [ 8 ]                |
| アフリカン・アメリカン映画批評家協会               | 2018年12月11日 | 外国語映画賞                            | 『ROMA/ローマ』                                                    | 受賞       | [ 8 ]                |
| EDA賞                                              | 2019年1月10日  | 作品賞                                  | 『ROMA/ローマ』                                                    | 受賞       | [ 9 ]                |
| EDA賞                                              | 2019年1月10日  | 監督賞                                  | アルフォンソ・キュアロン                                           | 受賞       | [ 9 ]                |
| EDA賞                                              | 2019年1月10日  | 主演女優賞                              | ヤリッツァ・アパリシオ                                             | ノミネート | [ 9 ]                |
| EDA賞                                              | 2019年1月10日  | オリジナル脚本賞                        | アルフォンソ・キュアロン                                           | ノミネート | [ 9 ]                |
| EDA賞                                              | 2019年1月10日  | 非英語映画賞                            | 『ROMA/ローマ』                                                    | 受賞       | [ 9 ]                |
| EDA賞                                              | 2019年1月10日  | 撮影賞                                  | アルフォンソ・キュアロン                                           | 受賞       | [ 9 ]                |
| EDA賞                                              | 2019年1月10日  | 編集賞                                  | アダム・ガフ&アルフォンソ・キュアロン                              | 受賞       | [ 9 ]                |
| EDA賞                                              | 2019年1月10日  | ブレイクスルー演技賞                    | ヤリッツァ・アパリシオ                                             | ノミネート | [ 9 ]                |
| アメリカン・フィルム・インスティチュート           | 2019年1月4日   | AFI特別賞                               | 『ROMA/ローマ』                                                    | 受賞       | [ 10 ]               |
| 全米撮影監督協会                                   | 2019年2月9日   | 劇場映画撮影賞                          | アルフォンソ・キュアロン                                           | ノミネート | [ 11 ] [ 12 ]        |
| 美術監督組合賞                                     | 2019年2月2日   | プロダクションデザイン賞 (時代映画部門) | エウヘニオ・カバイェーロ                                           | ノミネート | [ 13 ]               |
| アトランタ映画批評家協会                           | 2018年12月3日  | トップ10映画                            | 『ROMA/ローマ』                                                    | 受賞       | [ 14 ]               |
| アトランタ映画批評家協会                           | 2018年12月3日  | 監督賞                                  | アルフォンソ・キュアロン                                           | 受賞       | [ 14 ]               |
| アトランタ映画批評家協会                           | 2018年12月3日  | 外国語映画賞                            | 『ROMA/ローマ』                                                    | 受賞       | [ 14 ]               |
| アトランタ映画批評家協会                           | 2018年12月3日  | 撮影賞                                  | アルフォンソ・キュアロン                                           | 受賞       | [ 14 ]               |
| オースティン映画批評家協会                         | 2019年1月7日   | 作品賞                                  | 『ROMA/ローマ』                                                    | ノミネート | [ 15 ] [ 16 ]        |
| オースティン映画批評家協会                         | 2019年1月7日   | 監督賞                                  | アルフォンソ・キュアロン                                           | ノミネート | [ 15 ] [ 16 ]        |
| オースティン映画批評家協会                         | 2019年1月7日   | オリジナル脚本賞                        | アルフォンソ・キュアロン                                           | ノミネート | [ 15 ] [ 16 ]        |
| オースティン映画批評家協会                         | 2019年1月7日   | 外国語映画賞                            | 『ROMA/ローマ』                                                    | ノミネート | [ 15 ] [ 16 ]        |
| オースティン映画批評家協会                         | 2019年1月7日   | 撮影賞                                  | アルフォンソ・キュアロン                                           | 受賞       | [ 15 ] [ 16 ]        |
| オースティン映画批評家協会                         | 2019年1月7日   | 編集賞                                  | アダム・ガフ&アルフォンソ・キュアロン                              | ノミネート | [ 15 ] [ 16 ]        |
| オースティン映画批評家協会                         | 2019年1月7日   | ブレイクスルーアーティスト賞            | ヤリッツァ・アパリシオ                                             | ノミネート | [ 15 ] [ 16 ]        |
| オースティン映画批評家協会                         | 2019年1月7日   | トップ10映画                            | 『ROMA/ローマ』                                                    | 2位        | [ 15 ] [ 16 ]        |
| ベルギー映画批評家協会                             | 2019年1月5日   | グランプリ                              | 『ROMA/ローマ』                                                    | ノミネート | [ 17 ]               |
| ブラック映画批評家協会                             | 2018年12月21日 | 外国語映画賞                            | 『ROMA/ローマ』                                                    | 受賞       | [ 18 ]               |
| ブラック映画批評家協会                             | 2018年12月21日 | 撮影賞                                  | アルフォンソ・キュアロン                                           | 受賞       | [ 18 ]               |
| ボストン・オンライン映画批評家協会                 | 2018年12月15日 | トップ10映画                            | 『ROMA/ローマ』                                                    | 受賞       | [ 19 ]               |
| ボストン・オンライン映画批評家協会                 | 2018年12月15日 | 外国語映画賞                            | 『ROMA/ローマ』                                                    | 受賞       | [ 19 ]               |
| ボストン・オンライン映画批評家協会                 | 2018年12月15日 | 撮影賞                                  | アルフォンソ・キュアロン                                           | 受賞       | [ 19 ]               |
| ボストン映画批評家協会                             | 2018年12月16日 | 撮影賞                                  | アルフォンソ・キュアロン                                           | 受賞       | [ 20 ]               |
| 英国アカデミー賞                                   | 2019年2月10日  | 作品賞                                  | 『ROMA/ローマ』                                                    | 受賞       | [ 21 ] [ 22 ]        |
| 英国アカデミー賞                                   | 2019年2月10日  | 監督賞                                  | アルフォンソ・キュアロン                                           | 受賞       | [ 21 ] [ 22 ]        |
| 英国アカデミー賞                                   | 2019年2月10日  | オリジナル脚本賞                        | アルフォンソ・キュアロン                                           | ノミネート | [ 21 ] [ 22 ]        |
| 英国アカデミー賞                                   | 2019年2月10日  | 非英語作品賞                            | 『ROMA/ローマ』                                                    | 受賞       | [ 21 ] [ 22 ]        |
| 英国アカデミー賞                                   | 2019年2月10日  | 撮影賞                                  | アルフォンソ・キュアロン                                           | 受賞       | [ 21 ] [ 22 ]        |
| 英国アカデミー賞                                   | 2019年2月10日  | プロダクションデザイン賞                | エウヘニオ・カバイェーロ&バルバラ・エンリケス                      | ノミネート | [ 21 ] [ 22 ]        |
| 英国アカデミー賞                                   | 2019年2月10日  | 編集賞                                  | アダム・ガフ&アルフォンソ・キュアロン                              | ノミネート | [ 21 ] [ 22 ]        |
| 英国インディペンデント映画賞                       | 2018年12月2日  | 外国インディペンデント映画賞            | アルフォンソ・キュアロン&ガブリエラ・ロドリゲス&ニコラス・セリス   | 受賞       | [ 23 ]               |
| シカゴ映画批評家協会                               | 2018年12月8日  | 作品賞                                  | 『ROMA/ローマ』                                                    | 受賞       | [ 24 ] [ 25 ]        |
| シカゴ映画批評家協会                               | 2018年12月8日  | 監督賞                                  | アルフォンソ・キュアロン                                           | 受賞       | [ 24 ] [ 25 ]        |
| シカゴ映画批評家協会                               | 2018年12月8日  | 主演女優賞                              | ヤリッツァ・アパリシオ                                             | ノミネート | [ 24 ] [ 25 ]        |
| シカゴ映画批評家協会                               | 2018年12月8日  | オリジナル脚本賞                        | アルフォンソ・キュアロン                                           | ノミネート | [ 24 ] [ 25 ]        |
| シカゴ映画批評家協会                               | 2018年12月8日  | 外国語映画賞                            | 『ROMA/ローマ』                                                    | 受賞       | [ 24 ] [ 25 ]        |
| シカゴ映画批評家協会                               | 2018年12月8日  | 美術監督賞                              | 『ROMA/ローマ』                                                    | ノミネート | [ 24 ] [ 25 ]        |
| シカゴ映画批評家協会                               | 2018年12月8日  | 撮影賞                                  | アルフォンソ・キュアロン                                           | 受賞       | [ 24 ] [ 25 ]        |
| シカゴ映画批評家協会                               | 2018年12月8日  | 編集賞                                  | 『ROMA/ローマ』                                                    | 受賞       | [ 24 ] [ 25 ]        |
| シカゴ映画批評家協会                               | 2018年12月8日  | 新人俳優賞                              | ヤリッツァ・アパリシオ                                             | ノミネート | [ 24 ] [ 25 ]        |
| クリティクス・チョイス・アワード                   | 2019年1月13日  | 作品賞                                  | 『ROMA/ローマ』                                                    | 受賞       | [ 26 ]               |
| クリティクス・チョイス・アワード                   | 2019年1月13日  | 主演女優賞                              | ヤリッツァ・アパリシオ                                             | ノミネート | [ 26 ]               |
| クリティクス・チョイス・アワード                   | 2019年1月13日  | 監督賞                                  | アルフォンソ・キュアロン                                           | 受賞       | [ 26 ]               |
| クリティクス・チョイス・アワード                   | 2019年1月13日  | オリジナル脚本賞                        | アルフォンソ・キュアロン                                           | ノミネート | [ 26 ]               |
| クリティクス・チョイス・アワード                   | 2019年1月13日  | 外国語映画賞                            | 『ROMA/ローマ』                                                    | 受賞       | [ 26 ]               |
| クリティクス・チョイス・アワード                   | 2019年1月13日  | 美術監督賞                              | エウヘニオ・カバイェーロ&バルバラ・エンリケス                      | ノミネート | [ 26 ]               |
| クリティクス・チョイス・アワード                   | 2019年1月13日  | 撮影賞                                  | アルフォンソ・キュアロン                                           | 受賞       | [ 26 ]               |
| クリティクス・チョイス・アワード                   | 2019年1月13日  | 編集賞                                  | アダム・ガフ&アルフォンソ・キュアロン                              | ノミネート | [ 26 ]               |
| ダラス・フォートワース映画批評家協会               | 2018年12月17日 | 作品賞                                  | 『ROMA/ローマ』                                                    | 2位        | [ 27 ]               |
| ダラス・フォートワース映画批評家協会               | 2018年12月17日 | 監督賞                                  | アルフォンソ・キュアロン                                           | 受賞       | [ 27 ]               |
| ダラス・フォートワース映画批評家協会               | 2018年12月17日 | 外国語映画賞                            | 『ROMA/ローマ』                                                    | 受賞       | [ 27 ]               |
| ダラス・フォートワース映画批評家協会               | 2018年12月17日 | 撮影賞                                  | アルフォンソ・キュアロン                                           | 受賞       | [ 27 ]               |
| デトロイト映画批評家協会                           | 2018年12月3日  | 作品賞                                  | 『ROMA/ローマ』                                                    | ノミネート | [ 28 ]               |
| デトロイト映画批評家協会                           | 2018年12月3日  | 監督賞                                  | アルフォンソ・キュアロン                                           | ノミネート | [ 28 ]               |
| デトロイト映画批評家協会                           | 2018年12月3日  | アンサンブル賞                          | 『ROMA/ローマ』                                                    | ノミネート | [ 28 ]               |
| ドリアン賞                                         | 2019年1月12日  | 作品賞                                  | 『ROMA/ローマ』                                                    | ノミネート | [ 29 ] [ 30 ]        |
| ドリアン賞                                         | 2019年1月12日  | 監督賞                                  | アルフォンソ・キュアロン                                           | 受賞       | [ 29 ] [ 30 ]        |
| ドリアン賞                                         | 2019年1月12日  | 主演女優賞                              | ヤリッツァ・アパリシオ                                             | ノミネート | [ 29 ] [ 30 ]        |
| ドリアン賞                                         | 2019年1月12日  | 脚本賞                                  | アルフォンソ・キュアロン                                           | ノミネート | [ 29 ] [ 30 ]        |
| ドリアン賞                                         | 2019年1月12日  | 外国語映画賞                            | 『ROMA/ローマ』                                                    | 受賞       | [ 29 ] [ 30 ]        |
| ドリアン賞                                         | 2019年1月12日  | ヴィジュアル・ストライク賞              | 『ROMA/ローマ』                                                    | ノミネート | [ 29 ] [ 30 ]        |
| 全米監督協会賞                                     | 2019年2月2日   | 長編映画監督賞                          | アルフォンソ・キュアロン                                           | 受賞       | [ 31 ]               |
| ダブリン批評家協会                                 | 2018年12月20日 | 監督賞                                  | アルフォンソ・キュアロン                                           | 受賞       | [ 32 ]               |
| ダブリン批評家協会                                 | 2018年12月20日 | 撮影賞                                  | アルフォンソ・キュアロン                                           | 2位        | [ 32 ]               |
| フロリダ映画批評家協会                             | 2018年12月21日 | 作品賞                                  | 『ROMA/ローマ』                                                    | ノミネート | [ 33 ] [ 34 ]        |
| フロリダ映画批評家協会                             | 2018年12月21日 | 監督賞                                  | アルフォンソ・キュアロン                                           | 受賞       | [ 33 ] [ 34 ]        |
| フロリダ映画批評家協会                             | 2018年12月21日 | 外国語映画賞                            | 『ROMA/ローマ』                                                    | 次点       | [ 33 ] [ 34 ]        |
| フロリダ映画批評家協会                             | 2018年12月21日 | 撮影賞                                  | アルフォンソ・キュアロン                                           | 次点       | [ 33 ] [ 34 ]        |
| フロリダ映画批評家協会                             | 2018年12月21日 | 美術監督/プロダクションデザイン賞       | 『ROMA/ローマ』                                                    | ノミネート | [ 33 ] [ 34 ]        |
| ジョージア映画批評家協会                           | 2019年1月12日  | 作品賞                                  | 『ROMA/ローマ』                                                    | ノミネート | [ 35 ]               |
| ジョージア映画批評家協会                           | 2019年1月12日  | 監督賞                                  | アルフォンソ・キュアロン                                           | 受賞       | [ 35 ]               |
| ジョージア映画批評家協会                           | 2019年1月12日  | 主演女優賞                              | ヤリッツァ・アパリシオ                                             | ノミネート | [ 35 ]               |
| ジョージア映画批評家協会                           | 2019年1月12日  | オリジナル脚本賞                        | アルフォンソ・キュアロン                                           | ノミネート | [ 35 ]               |
| ジョージア映画批評家協会                           | 2019年1月12日  | 外国映画賞                              | 『ROMA/ローマ』                                                    | 受賞       | [ 35 ]               |
| ジョージア映画批評家協会                           | 2019年1月12日  | 撮影賞                                  | アルフォンソ・キュアロン                                           | 受賞       | [ 35 ]               |
| ジョージア映画批評家協会                           | 2019年1月12日  | ブレイクスルー賞                        | ヤリッツァ・アパリシオ                                             | ノミネート | [ 35 ]               |
| ゴールデングローブ賞                               | 2019年1月6日   | 外国語映画賞                            | 『ROMA/ローマ』                                                    | 受賞       | [ 36 ]               |
| ゴールデングローブ賞                               | 2019年1月6日   | 監督賞                                  | アルフォンソ・キュアロン                                           | 受賞       | [ 36 ]               |
| ゴールデングローブ賞                               | 2019年1月6日   | 脚本賞                                  | アルフォンソ・キュアロン                                           | ノミネート | [ 36 ]               |
| ゴッサム・インディペンデント映画賞                 | 2018年11月26日 | ブレイクスルー俳優賞                    | ヤリッツァ・アパリシオ                                             | ノミネート | [ 37 ]               |
| ゴヤ賞                                             | 2019年2月2日   | イベロアメリカ映画賞                    | 『ROMA/ローマ』                                                    | 受賞       | [ 38 ]               |
| グレーター・ウエスタン・ニューヨーク映画批評家協会 | 2018年12月28日 | 作品賞                                  | 『ROMA/ローマ』                                                    | ノミネート | [ 39 ]               |
| グレーター・ウエスタン・ニューヨーク映画批評家協会 | 2018年12月28日 | 監督賞                                  | アルフォンソ・キュアロン                                           | ノミネート | [ 39 ]               |
| グレーター・ウエスタン・ニューヨーク映画批評家協会 | 2018年12月28日 | 主演女優賞                              | ヤリッツァ・アパリシオ                                             | 受賞       | [ 39 ]               |
| グレーター・ウエスタン・ニューヨーク映画批評家協会 | 2018年12月28日 | 外国映画賞                              | 『ROMA/ローマ』                                                    | 受賞       | [ 39 ]               |
| グレーター・ウエスタン・ニューヨーク映画批評家協会 | 2018年12月28日 | 撮影賞                                  | アルフォンソ・キュアロン                                           | 受賞       | [ 39 ]               |
| グレーター・ウエスタン・ニューヨーク映画批評家協会 | 2018年12月28日 | デビュー演技賞                          | ヤリッツァ・アパリシオ                                             | 受賞       | [ 39 ]               |
| ハリウッド映画賞                                   | 2018年11月4日  | ニュー・ハリウッド賞                    | ヤリッツァ・アパリシオ                                             | 受賞       | [ 40 ]               |
| ハリウッド・ミュージック・イン・メディア賞         | 2018年11月14日 | 音楽監督賞 (映画部門)                   | リン・フェンチテイン                                               | ノミネート | [ 41 ]               |
| ヒューストン映画批評家協会                         | 2019年1月3日   | 作品賞                                  | 『ROMA/ローマ』                                                    | ノミネート | [ 42 ]               |
| ヒューストン映画批評家協会                         | 2019年1月3日   | 監督賞                                  | アルフォンソ・キュアロン                                           | 受賞       | [ 42 ]               |
| ヒューストン映画批評家協会                         | 2019年1月3日   | 外国語映画賞                            | 『ROMA/ローマ』                                                    | 受賞       | [ 42 ]               |
| ヒューストン映画批評家協会                         | 2019年1月3日   | 撮影賞                                  | アルフォンソ・キュアロン                                           | 受賞       | [ 42 ]               |
| インディペンデント・スピリット賞                   | 2019年2月23日  | インターナショナル映画賞                | アルフォンソ・キュアロン                                           | 受賞       | [ 43 ]               |
| インディアナ映画ジャーナリスト協会                 | 2018年12月4日  | 作品賞                                  | 『ROMA/ローマ』                                                    | ノミネート | [ 44 ]               |
| インディアナ映画ジャーナリスト協会                 | 2018年12月4日  | 監督賞                                  | アルフォンソ・キュアロン                                           | 受賞       | [ 44 ]               |
| インディアナ映画ジャーナリスト協会                 | 2018年12月4日  | 外国語映画賞                            | 『ROMA/ローマ』                                                    | 受賞       | [ 44 ]               |
| インディアナ映画ジャーナリスト協会                 | 2018年12月4日  | 主演女優賞                              | ヤリッツァ・アパリシオ                                             | ノミネート | [ 44 ]               |
| インディワイア批評家投票                           | 2018年12月17日 | 作品賞                                  | 『ROMA/ローマ』                                                    | 受賞       | [ 45 ]               |
| インディワイア批評家投票                           | 2018年12月17日 | 監督賞                                  | アルフォンソ・キュアロン                                           | 受賞       | [ 45 ]               |
| インディワイア批評家投票                           | 2018年12月17日 | 主演女優賞                              | ヤリッツァ・アパリシオ                                             | 2位        | [ 45 ]               |
| インディワイア批評家投票                           | 2018年12月17日 | 脚本賞                                  | アルフォンソ・キュアロン                                           | 3位        | [ 45 ]               |
| インディワイア批評家投票                           | 2018年12月17日 | 外国語映画賞                            | 『ROMA/ローマ』                                                    | 受賞       | [ 45 ]               |
| インディワイア批評家投票                           | 2018年12月17日 | 撮影賞                                  | アルフォンソ・キュアロン                                           | 受賞       | [ 45 ]               |
| カンザスシティ映画批評家協会                       | 2018年12月16日 | 作品賞                                  | 『ROMA/ローマ』                                                    | 受賞       | [ 46 ]               |
| カンザスシティ映画批評家協会                       | 2018年12月16日 | 監督賞                                  | アルフォンソ・キュアロン                                           | 受賞       | [ 46 ]               |
| カンザスシティ映画批評家協会                       | 2018年12月16日 | 主演女優賞                              | ヤリッツァ・アパリシオ                                             | 次点       | [ 46 ]               |
| カンザスシティ映画批評家協会                       | 2018年12月16日 | 外国語映画賞                            | 『ROMA/ローマ』                                                    | 受賞       | [ 46 ]               |
| ラスベガス映画批評家協会                           | 2018年12月14日 | 作品賞                                  | 『ROMA/ローマ』                                                    | 受賞       | [ 47 ]               |
| ラスベガス映画批評家協会                           | 2018年12月14日 | 監督賞                                  | アルフォンソ・キュアロン                                           | 受賞       | [ 47 ]               |
| ラスベガス映画批評家協会                           | 2018年12月14日 | 外国映画賞                              | 『ROMA/ローマ』                                                    | 受賞       | [ 47 ]               |
| ラスベガス映画批評家協会                           | 2018年12月14日 | 撮影賞                                  | アルフォンソ・キュアロン                                           | 受賞       | [ 47 ]               |
| ラスベガス映画批評家協会                           | 2018年12月14日 | 編集賞                                  | アダム・ガフ&アルフォンソ・キュアロン                              | 受賞       | [ 47 ]               |
| ロンドン映画批評家協会                             | 2019年1月20日  | 作品賞                                  | 『ROMA/ローマ』                                                    | 受賞       | [ 48 ]               |
| ロンドン映画批評家協会                             | 2019年1月20日  | 外国語映画賞                            | 『ROMA/ローマ』                                                    | ノミネート | [ 48 ]               |
| ロンドン映画批評家協会                             | 2019年1月20日  | 監督賞                                  | アルフォンソ・キュアロン                                           | 受賞       | [ 48 ]               |
| ロンドン映画批評家協会                             | 2019年1月20日  | 主演女優賞                              | ヤリッツァ・アパリシオ                                             | ノミネート | [ 48 ]               |
| ロンドン映画批評家協会                             | 2019年1月20日  | 脚本賞                                  | アルフォンソ・キュアロン                                           | ノミネート | [ 48 ]               |
| ロサンゼルス映画批評家協会                         | 2018年12月9日  | 作品賞                                  | 『ROMA/ローマ』                                                    | 受賞       | [ 49 ]               |
| ロサンゼルス映画批評家協会                         | 2018年12月9日  | 監督賞                                  | アルフォンソ・キュアロン                                           | 次点       | [ 49 ]               |
| ロサンゼルス映画批評家協会                         | 2018年12月9日  | 撮影賞                                  | アルフォンソ・キュアロン                                           | 受賞       | [ 49 ]               |
| ロサンゼルス映画批評家協会                         | 2018年12月9日  | 編集賞                                  | アダム・ガフ&アルフォンソ・キュアロン                              | 次点       | [ 49 ]               |
| ロサンゼルス・オンライン映画批評家協会             | 2019年1月9日   | 作品賞                                  | 『ROMA/ローマ』                                                    | ノミネート | [ 50 ]               |
| ロサンゼルス・オンライン映画批評家協会             | 2019年1月9日   | 男性監督賞                              | アルフォンソ・キュアロン                                           | ノミネート | [ 50 ]               |
| ロサンゼルス・オンライン映画批評家協会             | 2019年1月9日   | ブレイクスルー演技賞                    | ヤリッツァ・アパリシオ                                             | ノミネート | [ 50 ]               |
| ロサンゼルス・オンライン映画批評家協会             | 2019年1月9日   | 外国映画賞                              | 『ROMA/ローマ』                                                    | 受賞       | [ 50 ]               |
| ロサンゼルス・オンライン映画批評家協会             | 2019年1月9日   | 撮影賞                                  | アルフォンソ・キュアロン                                           | 受賞       | [ 50 ]               |
| ロサンゼルス・オンライン映画批評家協会             | 2019年1月9日   | 編集賞                                  | アダム・ガフ&アルフォンソ・キュアロン                              | ノミネート | [ 50 ]               |
| ナショナル・ボード・オブ・レビュー                 | 2018年11月27日 | トップ・テン映画                        | 『ROMA/ローマ』                                                    | 受賞       | [ 51 ]               |
| 全米映画批評家協会                                 | 2019年1月5日   | 作品賞                                  | 『ROMA/ローマ』                                                    | 2位        | [ 52 ] [ 53 ]        |
| 全米映画批評家協会                                 | 2019年1月5日   | 監督賞                                  | アルフォンソ・キュアロン                                           | 受賞       | [ 52 ] [ 53 ]        |
| 全米映画批評家協会                                 | 2019年1月5日   | 外国語作品賞                            | 『ROMA/ローマ』                                                    | 受賞       | [ 52 ] [ 53 ]        |
| 全米映画批評家協会                                 | 2019年1月5日   | 撮影賞                                  | アルフォンソ・キュアロン                                           | 受賞       | [ 52 ] [ 53 ]        |
| ネバダ映画批評家協会                               | 2018年12月19日 | 撮影賞                                  | アルフォンソ・キュアロン                                           | 受賞       | [ 54 ]               |
| ニューメキシコ映画批評家協会                       | 2018年12月9日  | 編集賞                                  | アダム・ガフ&アルフォンソ・キュアロン                              | 受賞       | [ 55 ]               |
| ニューメキシコ映画批評家協会                       | 2018年12月9日  | 外国語映画賞                            | 『ROMA/ローマ』                                                    | 次点       | [ 55 ]               |
| ニューヨーク映画批評家協会                         | 2018年11月29日 | 作品賞                                  | 『ROMA/ローマ』                                                    | 受賞       | [ 56 ]               |
| ニューヨーク映画批評家協会                         | 2018年11月29日 | 監督賞                                  | アルフォンソ・キュアロン                                           | 受賞       | [ 56 ]               |
| ニューヨーク映画批評家協会                         | 2018年11月29日 | 撮影賞                                  | アルフォンソ・キュアロン                                           | 受賞       | [ 56 ]               |
| ニューヨーク映画批評家オンライン                   | 2018年12月9日  | トップ10映画                            | 『ROMA/ローマ』                                                    | 受賞       | [ 57 ]               |
| ニューヨーク映画批評家オンライン                   | 2018年12月9日  | 作品賞                                  | 『ROMA/ローマ』                                                    | 受賞       | [ 57 ]               |
| ニューヨーク映画批評家オンライン                   | 2018年12月9日  | 監督賞                                  | アルフォンソ・キュアロン                                           | 受賞       | [ 57 ]               |
| ノーステキサス映画批評家協会                       | 2018年12月18日 | 作品賞                                  | 『ROMA/ローマ』                                                    | 次点       | [ 58 ]               |
| ノーステキサス映画批評家協会                       | 2018年12月18日 | 監督賞                                  | アルフォンソ・キュアロン                                           | 受賞       | [ 58 ]               |
| ノーステキサス映画批評家協会                       | 2018年12月18日 | 外国映画賞                              | 『ROMA/ローマ』                                                    | 受賞       | [ 58 ]               |
| ノーステキサス映画批評家協会                       | 2018年12月18日 | 撮影賞                                  | アルフォンソ・キュアロン                                           | 受賞       | [ 58 ]               |
| オクラホマ映画批評家協会                           | 2018年12月28日 | 作品賞                                  | 『ROMA/ローマ』                                                    | 受賞       | [ 59 ]               |
| オクラホマ映画批評家協会                           | 2018年12月28日 | 監督賞                                  | アルフォンソ・キュアロン                                           | 受賞       | [ 59 ]               |
| オクラホマ映画批評家協会                           | 2018年12月28日 | 主演女優賞                              | ヤリッツァ・アパリシオ                                             | 受賞       | [ 59 ]               |
| オクラホマ映画批評家協会                           | 2018年12月28日 | オリジナル脚本賞                        | アルフォンソ・キュアロン                                           | 次点       | [ 59 ]               |
| オクラホマ映画批評家協会                           | 2018年12月28日 | 外国映画賞                              | 『ROMA/ローマ』                                                    | 受賞       | [ 59 ]               |
| オクラホマ映画批評家協会                           | 2018年12月28日 | トップ10映画                            | 『ROMA/ローマ』                                                    | 受賞       | [ 59 ]               |
| オンライン女性批評家協会                           | 2018年12月13日 | 作品賞                                  | 『ROMA/ローマ』                                                    | 受賞       | [ 60 ]               |
| オンライン女性批評家協会                           | 2018年12月13日 | 監督賞                                  | アルフォンソ・キュアロン                                           | 受賞       | [ 60 ]               |
| オンライン女性批評家協会                           | 2018年12月13日 | オリジナル脚本賞                        | アルフォンソ・キュアロン                                           | ノミネート | [ 60 ]               |
| オンライン女性批評家協会                           | 2018年12月13日 | 撮影賞                                  | アルフォンソ・キュアロン                                           | 受賞       | [ 60 ]               |
| オンライン映画批評家協会                           | 2019年1月2日   | 作品賞                                  | 『ROMA/ローマ』                                                    | 受賞       | [ 61 ]               |
| オンライン映画批評家協会                           | 2019年1月2日   | 監督賞                                  | アルフォンソ・キュアロン                                           | 受賞       | [ 61 ]               |
| オンライン映画批評家協会                           | 2019年1月2日   | 主演女優賞                              | ヤリッツァ・アパリシオ                                             | ノミネート | [ 61 ]               |
| オンライン映画批評家協会                           | 2019年1月2日   | 非英語作品賞                            | 『ROMA/ローマ』                                                    | 受賞       | [ 61 ]               |
| オンライン映画批評家協会                           | 2019年1月2日   | オリジナル脚本賞                        | アルフォンソ・キュアロン                                           | ノミネート | [ 61 ]               |
| オンライン映画批評家協会                           | 2019年1月2日   | 編集賞                                  | アダム・ガフ&アルフォンソ・キュアロン                              | ノミネート | [ 61 ]               |
| オンライン映画批評家協会                           | 2019年1月2日   | 撮影賞                                  | アルフォンソ・キュアロン                                           | 受賞       | [ 61 ]               |
| フィラデルフィア映画批評家協会                     | 2018年12月8日  | 作品賞                                  | 『ROMA/ローマ』                                                    | 受賞       | [ 62 ]               |
| フィラデルフィア映画批評家協会                     | 2018年12月8日  | 外国映画賞                              | 『ROMA/ローマ』                                                    | 受賞       | [ 62 ]               |
| フィラデルフィア映画批評家協会                     | 2018年12月8日  | 撮影賞                                  | アルフォンソ・キュアロン                                           | 受賞       | [ 62 ]               |
| パームスプリングス国際映画祭                       | 2019年1月3日   | ソニー・ボノ・ビジョナリー賞            | アルフォンソ・キュアロン                                           | 受賞       | [ 63 ]               |
| フェニックス批評家協会                             | 2018年12月16日 | 作品賞                                  | 『ROMA/ローマ』                                                    | ノミネート | [ 64 ]               |
| フェニックス批評家協会                             | 2018年12月16日 | 監督賞                                  | アルフォンソ・キュアロン                                           | 受賞       | [ 64 ]               |
| フェニックス批評家協会                             | 2018年12月16日 | 主演女優賞                              | ヤリッツァ・アパリシオ                                             | ノミネート | [ 64 ]               |
| フェニックス批評家協会                             | 2018年12月16日 | 外国語映画賞                            | 『ROMA/ローマ』                                                    | 受賞       | [ 64 ]               |
| フェニックス映画批評家協会                         | 2018年12月18日 | 監督賞                                  | アルフォンソ・キュアロン                                           | 受賞       | [ 65 ]               |
| フェニックス映画批評家協会                         | 2018年12月18日 | 外国語映画賞                            | 『ROMA/ローマ』                                                    | 受賞       | [ 65 ]               |
| フェニックス映画批評家協会                         | 2018年12月18日 | 撮影賞                                  | アルフォンソ・キュアロン                                           | 受賞       | [ 65 ]               |
| フェニックス映画批評家協会                         | 2018年12月18日 | 編集賞                                  | アダム・ガフ&アルフォンソ・キュアロン                              | 受賞       | [ 65 ]               |
| 全米製作者組合賞                                   | 2019年1月19日  | 劇場映画賞                              | ガブリエラ・ロドリゲス&アルフォンソ・キュアロン                    | ノミネート | [ 66 ]               |
| サンディエゴ映画批評家協会                         | 2018年12月10日 | 外国語映画賞                            | 『ROMA/ローマ』                                                    | ノミネート | [ 67 ]               |
| サンディエゴ映画批評家協会                         | 2018年12月10日 | 撮影賞                                  | アルフォンソ・キュアロン                                           | ノミネート | [ 67 ]               |
| サンフランシスコ映画批評家協会                     | 2018年12月9日  | 作品賞                                  | 『ROMA/ローマ』                                                    | 受賞       | [ 68 ]               |
| サンフランシスコ映画批評家協会                     | 2018年12月9日  | 監督賞                                  | アルフォンソ・キュアロン                                           | ノミネート | [ 68 ]               |
| サンフランシスコ映画批評家協会                     | 2018年12月9日  | 主演女優賞                              | ヤリッツァ・アパリシオ                                             | ノミネート | [ 68 ]               |
| サンフランシスコ映画批評家協会                     | 2018年12月9日  | オリジナル脚本賞                        | アルフォンソ・キュアロン                                           | ノミネート | [ 68 ]               |
| サンフランシスコ映画批評家協会                     | 2018年12月9日  | 外国語映画賞                            | 『ROMA/ローマ』                                                    | 受賞       | [ 68 ]               |
| サンフランシスコ映画批評家協会                     | 2018年12月9日  | プロデューサーデザイン賞                | エウヘニオ・カバイェーロ                                           | ノミネート | [ 68 ]               |
| サンフランシスコ映画批評家協会                     | 2018年12月9日  | 撮影賞                                  | アルフォンソ・キュアロン                                           | 受賞       | [ 68 ]               |
| サンフランシスコ映画批評家協会                     | 2018年12月9日  | 編集賞                                  | アダム・ガフ&アルフォンソ・キュアロン                              | ノミネート | [ 68 ]               |
| サンタバーバラ国際映画祭                           | 2019年2月5日   | ヴィルトゥオーソ賞                      | ヤリッツァ・アパリシオ                                             | 受賞       | [ 69 ]               |
| サテライト賞                                       | 2019年2月17日  | 外国語映画賞                            | 『ROMA/ローマ』                                                    | 受賞       | [ 70 ]               |
| サテライト賞                                       | 2019年2月17日  | 監督賞                                  | アルフォンソ・キュアロン                                           | 受賞       | [ 70 ]               |
| サテライト賞                                       | 2019年2月17日  | ドラマ映画主演女優賞                    | ヤリッツァ・アパリシオ                                             | ノミネート | [ 70 ]               |
| サテライト賞                                       | 2019年2月17日  | オリジナル脚本賞                        | アルフォンソ・キュアロン                                           | 受賞       | [ 70 ]               |
| サテライト賞                                       | 2019年2月17日  | 編集賞                                  | アルフォンソ・キュアロン                                           | 受賞       | [ 70 ]               |
| サテライト賞                                       | 2019年2月17日  | 撮影賞                                  | アルフォンソ・キュアロン                                           | ノミネート | [ 70 ]               |
| サテライト賞                                       | 2019年2月17日  | 美術監督&プロダクションデザイン賞       | エウヘニオ・カバイェーロ                                           | ノミネート | [ 70 ]               |
| サテライト賞                                       | 2019年2月17日  | 音響賞 (録音・編集)                     | 『ROMA/ローマ』                                                    | ノミネート | [ 70 ]               |
| シアトル映画批評家協会                             | 2018年12月17日 | 作品賞                                  | 『ROMA/ローマ』                                                    | 受賞       | [ 71 ]               |
| シアトル映画批評家協会                             | 2018年12月17日 | 監督賞                                  | アルフォンソ・キュアロン                                           | 受賞       | [ 71 ]               |
| シアトル映画批評家協会                             | 2018年12月17日 | 主演女優賞                              | ヤリッツァ・アパリシオ                                             | ノミネート | [ 71 ]               |
| シアトル映画批評家協会                             | 2018年12月17日 | 脚本賞                                  | アルフォンソ・キュアロン                                           | ノミネート | [ 71 ]               |
| シアトル映画批評家協会                             | 2018年12月17日 | 外国語映画賞                            | 『ROMA/ローマ』                                                    | 受賞       | [ 71 ]               |
| シアトル映画批評家協会                             | 2018年12月17日 | プロダクションデザイン賞                | エウヘニオ・カバイェーロ&バルバラ・エンリケス                      | ノミネート | [ 71 ]               |
| シアトル映画批評家協会                             | 2018年12月17日 | 撮影賞                                  | アルフォンソ・キュアロン                                           | 受賞       | [ 71 ]               |
| シアトル映画批評家協会                             | 2018年12月17日 | 編集賞                                  | アダム・ガフ&アルフォンソ・キュアロン                              | ノミネート | [ 71 ]               |
| サウスイースタン映画批評家協会                     | 2018年12月17日 | 作品賞                                  | 『ROMA/ローマ』                                                    | 受賞       | [ 72 ]               |
| サウスイースタン映画批評家協会                     | 2018年12月17日 | 監督賞                                  | アルフォンソ・キュアロン                                           | 受賞       | [ 72 ]               |
| サウスイースタン映画批評家協会                     | 2018年12月17日 | 外国語映画賞                            | 『ROMA/ローマ』                                                    | 受賞       | [ 72 ]               |
| サウスイースタン映画批評家協会                     | 2018年12月17日 | 撮影賞                                  | アルフォンソ・キュアロン                                           | 受賞       | [ 72 ]               |
| サウスイースタン映画批評家協会                     | 2018年12月17日 | トップ10映画                            | 『ROMA/ローマ』                                                    | 受賞       | [ 72 ]               |
| セントルイス映画批評家協会                         | 2018年12月16日 | 作品賞                                  | 『ROMA/ローマ』                                                    | ノミネート | [ 73 ]               |
| セントルイス映画批評家協会                         | 2018年12月16日 | 監督賞                                  | アルフォンソ・キュアロン                                           | 次点       | [ 73 ]               |
| セントルイス映画批評家協会                         | 2018年12月16日 | 外国映画賞                              | 『ROMA/ローマ』                                                    | 受賞       | [ 73 ]               |
| セントルイス映画批評家協会                         | 2018年12月16日 | プロダクションデザイン賞                | エウヘニオ・カバイェーロ                                           | ノミネート | [ 73 ]               |
| セントルイス映画批評家協会                         | 2018年12月16日 | 編集賞                                  | アダム・ガフ&アルフォンソ・キュアロン                              | ノミネート | [ 73 ]               |
| セントルイス映画批評家協会                         | 2018年12月16日 | 撮影賞                                  | アルフォンソ・キュアロン                                           | 受賞       | [ 73 ]               |
| セントルイス映画批評家協会                         | 2018年12月16日 | シーン賞                                | ビーチでの救出                                                     | 受賞       | [ 73 ]               |
| テルライド映画祭                                   | 2018年9月3日   | 銀メダル                                | アルフォンソ・キュアロン                                           | 受賞       | [ 74 ]               |
| 『タイム』批評家選出                               | 2018年11月15日 | 2018年映画ベスト10                      | 『ROMA/ローマ』                                                    | 1位        | [ 75 ]               |
| 『タイム』批評家選出                               | 2018年11月15日 | 2018年映画演技ベスト10                  | ヤリッツァ・アパリシオ                                             | 1位        | [ 76 ]               |
| トロント映画批評家協会                             | 2018年12月9日  | 作品賞                                  | 『ROMA/ローマ』                                                    | 受賞       | [ 77 ]               |
| トロント映画批評家協会                             | 2018年12月9日  | 監督賞                                  | アルフォンソ・キュアロン                                           | 受賞       | [ 77 ]               |
| トロント映画批評家協会                             | 2018年12月9日  | 脚本賞                                  | アルフォンソ・キュアロン                                           | 次点       | [ 77 ]               |
| トロント映画批評家協会                             | 2018年12月9日  | 外国語映画賞                            | 『ROMA/ローマ』                                                    | 次点       | [ 77 ]               |
| トロント国際映画祭                                 | 2018年9月16日  | 観客賞                                  | 『ROMA/ローマ』                                                    | 3位        | [ 78 ]               |
| ユタ映画批評家協会                                 | 2018年12月16日 | 作品賞                                  | 『ROMA/ローマ』                                                    | 次点       | [ 79 ]               |
| ユタ映画批評家協会                                 | 2018年12月16日 | 監督賞                                  | アルフォンソ・キュアロン                                           | 受賞       | [ 79 ]               |
| ユタ映画批評家協会                                 | 2018年12月16日 | 非英語映画賞                            | 『ROMA/ローマ』                                                    | 受賞       | [ 79 ]               |
| ユタ映画批評家協会                                 | 2018年12月16日 | 撮影賞                                  | アルフォンソ・キュアロン                                           | 受賞       | [ 79 ]               |
| ヴェネツィア国際映画祭                             | 2018年9月8日   | 金獅子賞                                | 『ROMA/ローマ』'                                                   | 受賞       | [ 80 ] [ 81 ] [ 82 ] |
| ヴェネツィア国際映画祭                             | 2018年9月8日   | SIGNIS賞                                | 『ROMA/ローマ』                                                    | 受賞       | [ 80 ] [ 81 ] [ 82 ] |
| バンクーバー映画批評家協会                         | 2018年12月17日 | 作品賞                                  | 『ROMA/ローマ』                                                    | 受賞       | [ 83 ]               |
| バンクーバー映画批評家協会                         | 2018年12月17日 | 外国語映画賞                            | 『ROMA/ローマ』                                                    | 受賞       | [ 83 ]               |
| ワシントンD.C.映画批評家協会                       | 2018年12月3日  | 作品賞                                  | 『ROMA/ローマ』                                                    | 受賞       | [ 84 ]               |
| ワシントンD.C.映画批評家協会                       | 2018年12月3日  | 監督賞                                  | アルフォンソ・キュアロン                                           | 受賞       | [ 84 ]               |
| ワシントンD.C.映画批評家協会                       | 2018年12月3日  | 撮影賞                                  | アルフォンソ・キュアロン                                           | 受賞       | [ 84 ]               |
| ワシントンD.C.映画批評家協会                       | 2018年12月3日  | 外国語映画賞                            | 『ROMA/ローマ』                                                    | 受賞       | [ 84 ]               |
| ワシントンD.C.映画批評家協会                       | 2018年12月3日  | オリジナル脚本賞                        | アルフォンソ・キュアロン                                           | ノミネート | [ 84 ]               |
| ワシントンD.C.映画批評家協会                       | 2018年12月3日  | 美術監督賞                              | エウヘニオ・カバイェーロ&バルバラ・エンリケス                      | ノミネート | [ 84 ]               |
| ワシントンD.C.映画批評家協会                       | 2018年12月3日  | 編集賞                                  | アルフォンソ・キュアロン&アダム・ガフ                              | ノミネート | [ 84 ]               |
| 女性映画批評家協会                                 | 2018年12月21日 | 女性についての映画賞                    | 『ROMA/ローマ』                                                    | 次点       | [ 85 ]               |
| 女性映画批評家協会                                 | 2018年12月21日 | 外国映画賞                              | 『ROMA/ローマ』                                                    | 受賞       | [ 85 ]               |
| 女性映画批評家協会                                 | 2018年12月21日 | カレン・モーリー賞                      | 『ROMA/ローマ』                                                    | 受賞       | [ 85 ]               |
| 女性映画批評家協会                                 | 2018年12月21日 | インビジブル・ウーマン賞                | ヤリッツァ・アパリシオ                                             | ノミネート | [ 85 ]               |
| 全米脚本家組合賞                                   | 2019年2月17日  | オリジナル脚本賞                        | アルフォンソ・キュアロン                                           | ノミネート | [ 86 ]               |